# پراگا ایی-۱۱۴
پراگا ایی-۱۱۴ (به انگلیسی: Praga_E.114) یک هواگرد ملخ‌پیشین تک‌موتوره از نوع شخصی سبک  ساخت شرکت ČKD-Praga است. هواگرد پراگا ایی-۱۱۴ نخستین پروازش را در سپتامبر ۱۹۳۴ میلادی انجام داد. در مجموع، تعداد ۲۷۵ فروند از این هواگرد ساخته شده‌است.
طراح این هواگرد، Jaroslav Šlechta بود.